# Сегал, Леонид Бернардович
Леонид Бернардович Сегал (1909—1989) — советский архитектор.

## Биография

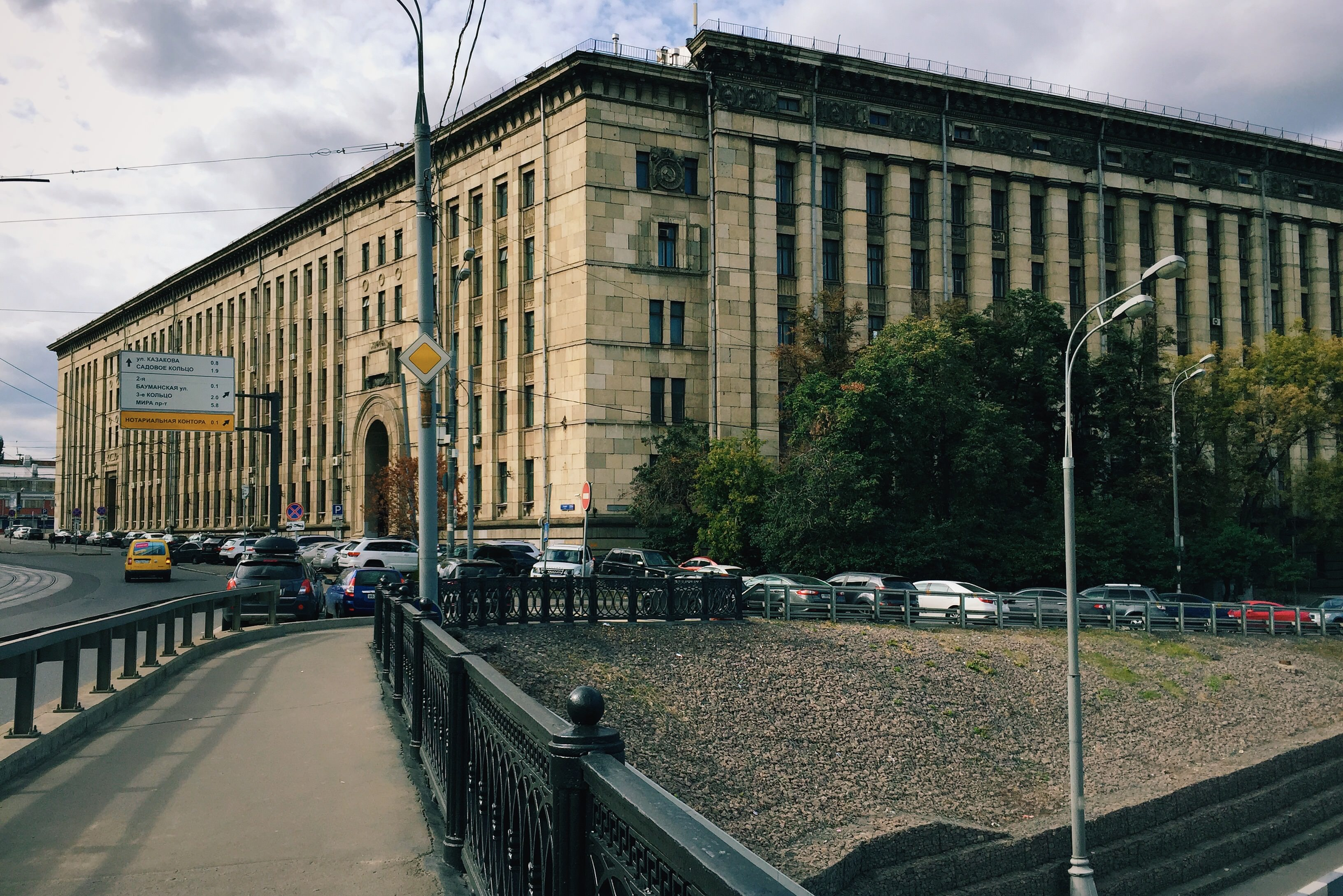
Здание ЦНИИчермет им. И. П. Бардина

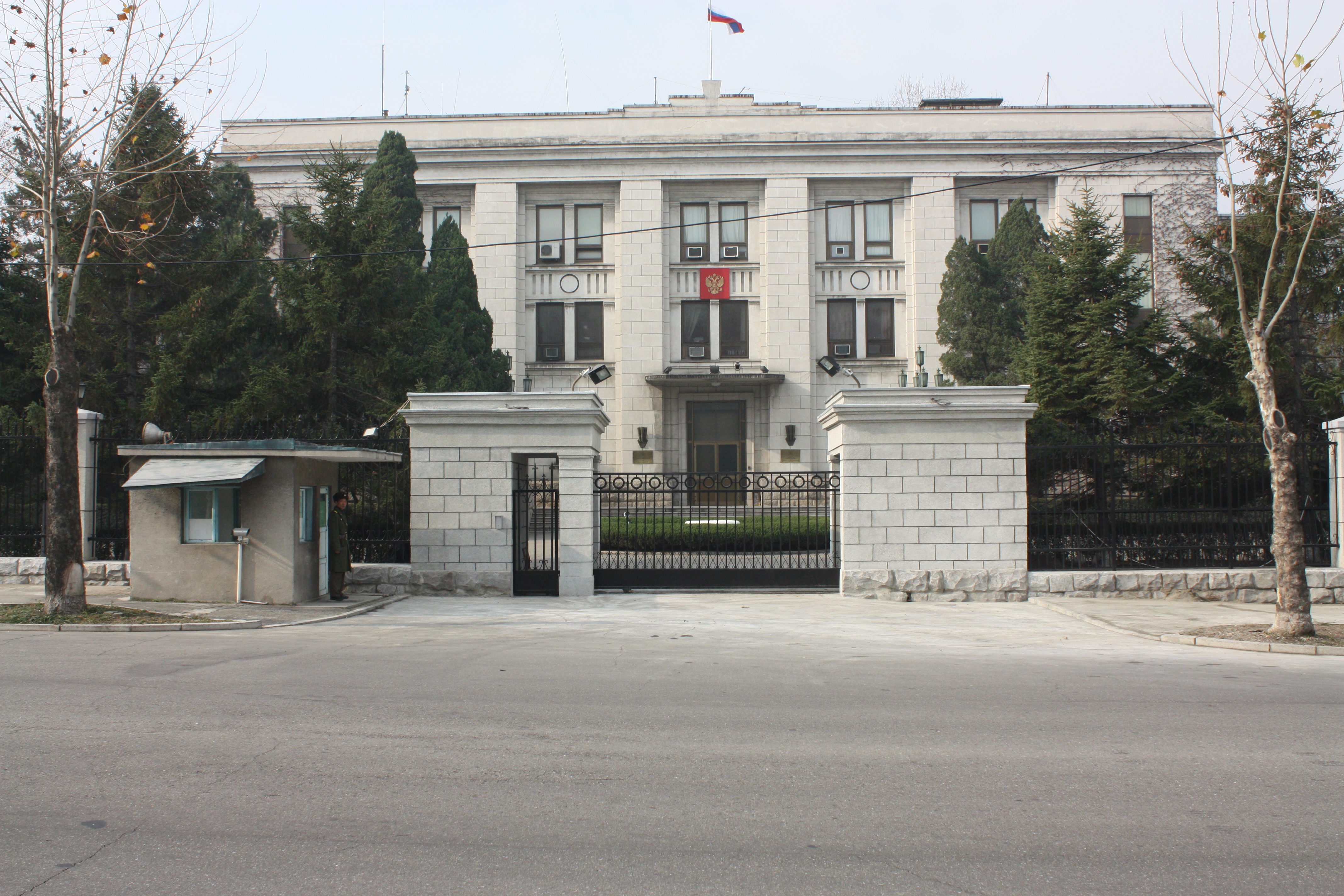
Посольство России в КНДР

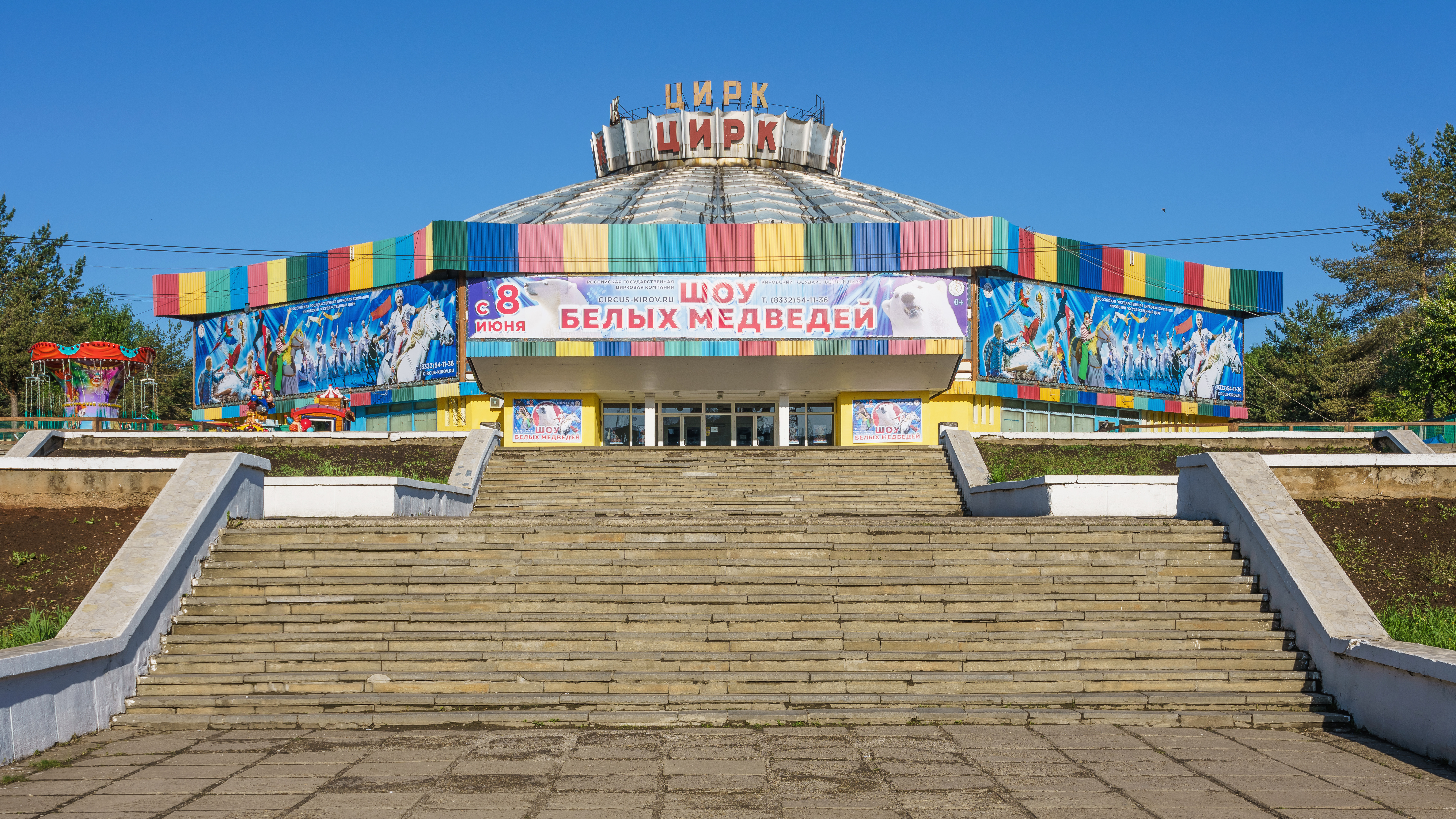
Кировский государственный цирк

Леонид Сегал родился 6 июля 1909 года в городе Вильна (ныне Вильнюс, Литва). В 1930 году окончил ВХУТЕИН со званием архитектора-художника. В 1930—1934 годах работал в Москве в Управлении строительства библиотеки имени В. И. Ленина под руководством В. А. Щуко и В. Г. Гельфрейха. В 1934—1952 годах работал в архитектурно-проектной мастерской КЭУ ГИУКА под руководством Л. В. Руднева. В 1952—1956 годах — руководитель мастерской в УПДКН. С 1956 по 1961 год работал в Моспроекте. С 1961 по 1964 год — в Управлении строительства Дворца Советов. С 1964 по 1981 год был начальником мастерской в ЦНИИЭП им. Мезенцева. В 1981 году вышел на пенсию.
Член Союза архитекторов СССР с 1933 года. В 1937 году преподавал архитектурное проектирование в Ленинградском институте инженеров коммунального строительства. Принимал участие в архитектурных конкурсах.

## Работы
- Пассажирские теплоходы на 300, 150 и 50 пассажиров для канала Москва-Волга[1]
- Жилой дом в Москве (1952)[1]
- Центральный научно-исследовательский институт чёрной металлургии им. И. П. Бардина (1953; совместно с Л. В. Рудневым и И. И. Чернявским)[1]
- Драматический, детский и кукольный театры, музей техники, спортивная группа Дворца культуры и науки в Варшаве (1955; авторы комплекса Л. В. Руднев, А. П. Великанов, И. Е. Рожин, А. Ф. Хряков)[1]
- Большая арена стадиона им. В. И. Ленина (1956)[1]
- Комплекс посольства СССР в Пхеньяне (1957; совместно с М. Г. Эйнгорном)[1]
- Кремлёвский театр (1958; совместно с К. И. Пчельниковым)[1]
- Цирк на 2000 мест в Ашхабаде, проект повторно применён в Алма-Ате, Бишкеке, Душанбе и других городах (1970-е — 1980-е)[1]

## Награды
- Премия Совета Министров СССР (1978)[1]

## Память
7 ноября 2020 года на стене здания посольства России в КНДР была установлена мемориальная доска с текстом:
Посольство СССР в КНДР построено в 1957 году по проекту Леонида Бернардовича Сегала и Максима Григорьевича Эйнгорна, работавших в Управлении проектирования варшавского Дворца культуры и науки при Исполнительном Комитете Московского Городского Совета депутатов трудящихся. Л. Б. Сегал (1909—1989 гг.) — соавтор комплекса зданий Министерства обороны на Фрунзенской набережной (1938—1951 гг.), ЦНИИ чёрной металлургии на Лефортовской набережной в Москве (1948—1950 гг.). 7 ноября 2020 года.